# 文藻外語大学
文藻外国語大学（ぶんそうがいこくごだいがく、Wenzao Ursuline University of Languages）は、台湾の高雄市三民区にある外国語専門大学。

## 歴史
| 年     | 月日    | 事項 |
| ------ | ------- | --- |
| 1966年 | 7月22日 | 五年制専科部：英語学科、フランス語学科、ドイツ語学科、スペイン語学科を設置 「文藻女子外国語文専科学校」として開校。 |
| 1980年 | 8月1日  | 男子学生募集を開始 「文藻外国語文専科学校」と改称                                                                   |
| 1990年 | 8月1日  | 五年制専科部：日本語学科を設置                                                                                      |
| 1999年 | 8月1日  | 二年制大学部：英語学科、ドイツ語学科、スペイン語学科を設置 「文藻外語学院」と改称                                   |
| 2001年 | 8月1日  | 二年制大学部：フランス語学科、日本語学科を設置                                                                      |
| 2002年 | 3月16日 | 総合教育ビルの建設を開始                                                                                            |
| 2002年 | 8月1日  | 応用中国語学科を設置                                                                                                |
| 2003年 | 8月1日  | 外国語教育学科を設置                                                                                                |
| 2003年 | 11月1日 | 四維キャンパスを設立                                                                                                |
| 2004年 | 8月1日  | 国際事務学科、国際企業学科、情報管理コミュニケーション学科を設置                                                    |
| 2005年 | 8月1日  | コミュニケーションアート学科、翻訳学科を設置                                                                        |

## 組織
| - 四年制大学部 - 日本語学科 - 英語学科 - 応用中国語学科 - フランス語学科 - ドイツ語学科 - スペイン語学科 - 外国語教育学科 - 国際事務学科 - 国際企業学科 - 情報管理コミュニケーション学科 - コミュニケーションアート学科 - 翻訳学科 | - 二年制大学部 - 日本語学科 - 英語学科 - フランス語学科 - ドイツ語学科 - スペイン語学科 - 翻訳学科 - 五年制専科部 - 日本語学科 - 英語学科 - フランス語学科 - ドイツ語学科 - スペイン語学科 |

## 歴代学長
| 代       | 氏名   | 任期            |
| -------- | ------ | --------------- |
| 初代     | 王撫洲 | 1966年 - 1974年 |
| 第2代    | 王曉風 | 1974年 - 1978年 |
| 第3代    | 陳安琪 | 1978年 - 1981年 |
| 第4代    | 王曉風 | 1981年 - 1990年 |
| 第5代    | 丁福寧 | 1990年 - 1992年 |
| 第6代    | 鮑霦   | 1992年 - 2000年 |
| 第7〜9代 | 李文瑞 | 2000年 - 2009年 |
| 第10代   | 蘇其康 | 2009年 - 2013年 |
| 第11代   | 林思伶 | 2013年 - 2014年 |
| 代理     | 蔡清華 | 2014年 - 2015年 |
| 第12代   | 周守民 | 2015年 - 2018年 |
| 第13代   | 陳美華 | 2019年 - 2023年 |
| 第14代   | 荘慧玲 | 2023年 - 現在   |

## 姉妹校
- 横浜国立大学
- 立教大学
- 法政大学
- 高知県立大学
- 関西大学
- 南山大学
- 西南学院大学
- 東洋大学
- 龍谷大学
- 二松学舎大学
- 鹿児島純心女子大学
- 志学館大学
- 明星大学
- 清泉女子大学
- 神田外語大学
- 大阪学院大学
- 京都橘大学
- 名古屋学院大学
- 相模女子大学
- 大阪市立大学
- 千葉大学
- 新潟大学
- 新潟県立大学
- 岩手大学
- 山形大学
- 福島大学
- 福井大学
- 佐賀大学
- 琉球大学
- 北九州市立大学
- 名古屋市立大学
- 函館工業高等専門学校